# 梁啟勳 (運動員)
梁啟勳（1983年9月11日—），香港職業飛鏢運動員，參加職業飛鏢聯盟和世界飛鏢總會的賽事。

## 生平
2017年，他打進英國公開賽，但在首輪落敗。之後他與林鼎智代表港隊參加PDC飛鏢世界盃，但在首輪輸給俄羅斯出局。梁勝出2017年東亞及北亞區組別，使他能夠參加2018年世界飞镖大赛，但他預備賽在便以2-0落敗出局。
2020年1月17日，他在英國Q學校附加賽以5-4擊敗莉萨·阿什顿，使他獲得未來2年參加PDC巡迴賽資格。
2022年，他入打曼島大師賽決賽，但以5-4輸給蘇格蘭的瑞安·霍格思。

## 外部連結
- 梁啟勳資料在dartsorakel.com （页面存档备份，存于）